# Гурский, Александр Павлович
Александр Иванович Гурский (1943 или 1944 — декабрь 2021) — советский и белорусский футбольный тренер, стоявший у истоков развития женского футбола в СССР и Беларуси.
С 1992 по 1998 год возглавлял комитет женского футбола при Белорусской федерации футбола (АБФФ), с 1994 по 1998 год был членом исполкома АБФФ. С 1989 по 2002 год являлся членом президиума Федерации футбола города Минска. Занимал должность вице-президента международной ассоциации «Союз клубов любителей футбола».
Главный тренер минских команд «Электроника» (участвовал в создании клуба в конце 1980-х годов) и «Немига», игравших в высшей лиге чемпионата Беларуси.
В декабре 2021 года скончался на 78-м году жизни.